# Парамитија
Парамитија (грч. Παραμυθιά) је град и бивша општина у Теспротији у Епиру. Од реформе локалне управе 2011. године део је општине Сули, чије је седиште и општинска јединица.  Општина има површину од 342.197км 2.  Према попису из 2011. у граду је живело 2.730 становника.
Примарни аспекти привреде су пољопривреда и трговина. Град је изграђен на обронцима планине Горила и гледа на долину, испод. Замак Парамитија је саграђен на брду на једној од највиших тачака града током византијског периода и данас је отворен за туристе.
Модерни аутопут Егнатиа који повезује Игуменицу са Јањином, пролази кроз долину, северно од града Парамитије.

## Историја
Током византијског и већег дела отоманске ере, град је на грчком био познат као Агиос Донатос (грч. Άγιος Δονάτος),  по заштитнику града Светом Донату из Евореје.    Име „Парамитија“ потиче од једног од имена Девице Марије на грчком („Парамитија“ на грчком значи утешитељица).  Једна од четврти града добила је име по цркви која је била посвећена Богородици (Парамитији) и топоним је заменио претходни назив највероватније у 18. веку.
Општинска јединица Парамитија састоји се од 23 заједнице. Укупан број становника општине је 7.459 по попису из 2011. године. Сам град Парамитија има 2.730 становника и лежи у амфитеатру на надморској висини од 750 м, у подножју планине Горила, између река Ахерон и Тијамис. Парамитијска долина је једна од највећих у Теспротији и једна је од главних пољопривредних области у Епиру.
Најранији познати становници ове области били су грчко племе Хаона.  
Године 1572. Парамитија је дошла под краткорочну контролу грчке побуне. Према венецијанским извештајима, грчки револуционарни вођа Петрос Ланцас убио је отоманског заповедника Парамитије.  До касног 16. века и почетка 17. века, већина становништва Парамитије је била хришћанска. 

## Значајни становници
- Сотириос Вулгарис, познати Грк [11] који је основао компанију за накит и луксузну робу Булгари. Његова златара у Парамитији је опстала. По његовој жељи, његови синови су финансирали изградњу основне школе у граду.
- Дионисије Филозоф (1560–1611), грчки монах и револуционар.
- Алексиос Палис (1803–1885), грчки писац.

## Галерија
- Стари део Парамитије
- Византијски замак виђен са улица Парамитије
- Византијска црква Коимесис (13. век нове ере)
- Византијске терме Парамитије (почетак 15. века н.е.)
- Унутрашњост византијских терми
- Османска кула (Кулија, 17. век н.е.)
- Вила у Ригасу (1872)